# Карасыер
Карасыер (с башкирского «черная корова») — безлесная вершина в Учалинском районе Башкортостана, возле города Учалы высотой 655,4 м.
У юго-западного склона находится селение. Мимо западного склона Карасыера проходит местная дорога от деревни Урал к Учалам. С северного склона — местная дорога от селения Имангулово к селу Буйда..
К юго-востоку от Карасыера протекает река Зириклы (Ереклы).

## Топографические карты
- Лист карты N-40-71 Малоучалинский. Масштаб: 1 : 100 000. Издание 1961 г.